# Band of Brothers – Wir waren wie Brüder
Band of Brothers – Wir waren wie Brüder ist eine zehnteilige Fernsehproduktion des US-amerikanischen Pay-TV-Senders HBO aus dem Jahr 2001. Die Miniserie ist an das gleichnamige Buch des Historikers Stephen Ambrose angelehnt und schildert die Ereignisse des Zweiten Weltkriegs zwischen 1942 und 1945 aus Sicht der Soldaten der Easy Company, 2. Bataillon, 506. US-Fallschirmjägerregiment der 101. US-Luftlandedivision der United States Army.
Der Titel leitet sich aus einer Zeile der St.-Crispins-Tag-Rede Heinrichs V. im gleichnamigen Stück William Shakespeares vor der Schlacht von Azincourt ab: We few, we happy few, we band of brothers (deutsch: „Wir wenige, wir wenige Glückliche, wir Häuflein Brüder“). Die Bezeichnung Easy Company leitet sich wiederum aus dem Joint Army/Navy Phonetic Alphabet ab, wo easy für den Buchstaben E (fünfter Buchstabe im Alphabet) stand. Easy war die fünfte Kompanie des Regiments. Als Pendant zu Band of Brothers startete 2010 die Miniserie The Pacific, bei der wiederum Tom Hanks und Steven Spielberg als Executive Producer tätig waren, sowie 2024 die Miniserie Masters of the Air.

## Handlung
In den zehn Episoden beschreibt die Serie den Kriegsverlauf der Easy Company während des Zweiten Weltkriegs. Die Serie beginnt mit der Grundausbildung der Easy Company im Camp Toccoa im US-Bundesstaat Georgia und schildert unter anderem die Luftlandeoperation in der Normandie (Operation Overlord), die Operation Market Garden in den Niederlanden, die Schlacht in den Ardennen mit der Belagerung Bastognes sowie die Entdeckung eines Konzentrationslagers, die Besetzung von Hitlers Berghof in Berchtesgaden, den Einmarsch im österreichischen Zell am See und das dortige Verweilen bis zum Kriegsende.
Die zentrale Figur ist Richard Winters (1918–2011), der sich für die Erfüllung der Missionen der Kompanie einsetzt und seine Männer zusammen sowie in Sicherheit hält. Während die Serie eine große Besetzung aufweist, konzentriert sich jede Episode im Allgemeinen auf eine einzelne Figur. Da die Serie auf historischen Ereignissen basiert, spiegeln die Schicksale der Figuren die der Personen wider, auf denen sie basieren. Viele von ihnen sterben oder erleiden schwere Verwundungen, die dazu führen, dass sie in den folgenden Episoden nicht mehr zu sehen sind. Andere Soldaten erholen sich von ihren Verwundungen und kehren aus den Lazaretten zurück an die Front. Ihre Erfahrungen und die moralischen, psychischen und physischen Hürden, die sie überwinden müssen, sind von zentraler Bedeutung für die Erzählung.
Die Serie zeigt die Kriegsszenen ähnlich drastisch wie zum Beispiel der Film Der Soldat James Ryan, versucht aber ein psychologisch komplexeres Bild der Soldaten und ihrer Situation zu zeichnen und ist um eine differenzierte Darstellung der Handlungen der Kriegsgegner bemüht. So werden unter anderem die Rache von Niederländern an Kollaborateuren, die Ermordung von deutschen Kriegsgefangenen durch französische und amerikanische Soldaten, deren Diebstahl von Wertgegenständen sowie die Erschießung eines mutmaßlichen KZ-Kommandanten gezeigt. Jede Folge, außer der letzten, wird mit in der Gegenwart aufgenommenen Kommentaren von Veteranen der Easy Company eingeleitet; die zehnte und letzte Folge schließt mit solchen Kommentaren die Serie ab.

## Episoden
| Nr. (ges.) | Nr. (St.) | Deutscher Titel                           | Originaltitel      | Erstausstrahlung USA | Deutschsprachige Erstausstrahlung (D) | Regie               | Drehbuch                       | Zuschauer (USA) |
| --- | --------- | ----------------------------------------- | ------------------ | -------------------- | ------------------------------------- | ------------------- | ------------------------------ | --------------- |
| 1 | 1         | Teil 1: „Currahee“                        | Currahee           | 9. Sep. 2001         | 3. Apr. 2003                          | Phil Alden Robinson | Erik Jendresen & Tom Hanks     | 9,90 Mio.       |
| Unter dem Kommando von Captain Herbert Sobel wird die Easy Company ausgebildet und gefechtsbereit gemacht. Dabei erweist sich der Captain als harter Ausbilder, der die Truppe regelmäßig auf den nahe gelegenen Berg Currahee marschieren oder laufen lässt und drakonische Strafen für Nichtigkeiten ausspricht. Gleichzeitig ist er aber unfähig, die Soldaten im Feld zu führen. Dies wird jedoch erst offensichtlich, als die Easy Company ins britische Upottery verschifft wird, wo die Soldaten bei Geländeübungen auf den D-Day vorbereitet werden. Überdies gerät Sobel in eine Auseinandersetzung mit Lieutenant Winters, seinem Stellvertreter, der einen Prozess vor einem Kriegsgericht einer ungerechtfertigten Bestrafung durch Sobel vorzieht. Daraufhin weigern sich die Unteroffiziere der Kompanie kurz vor Abschluss der Ausbildung, unter Sobel in den Krieg zu ziehen. Dies veranlasst den Regimentskommandeur Colonel Sink dazu, einerseits einen Teil der Verweigerer zu degradieren beziehungsweise zu versetzen und andererseits Sobel an die Fallschirmspringerschule im englischen Chilton Foliat zu versetzen. |           |                                           |                    |                      |                                       |                     |                                |                 |
| 2 | 2         | Teil 2: „Der erste Tag“                   | Day of Days        | 9. Sep. 2001         | 10. Apr. 2003                         | Richard Loncraine   | John Orloff                    | 9,90 Mio.       |
| 6. Juni 1944, D-Day. Die Easy Company springt unter schwerem Beschuss durch die deutsche Flugabwehr mit der Luftlandedivision über der Normandie ab, wobei die meisten Soldaten verstreut werden und außerhalb ihrer Landezone landen. First Lieutenant Meehan, der neue Kompaniechef der Easy Company, stirbt bei der Luftlandeaktion, als seine DC-3 einen direkten Treffer erhält. First Lieutenant Winters übernimmt als nun ranghöchster Offizier das Kommando über die Kompanie. Ihm gelingt es, mit einigen Soldaten zum zentralen Kommandostützpunkt im Hinterland der Normandie vorzustoßen. Im Morgengrauen schaltet die Easy Company eine Artilleriestellung in der Nähe des Stützpunktes bei Brécourt aus, die auf die Landezonen am Strand gefeuert hatte. |           |                                           |                    |                      |                                       |                     |                                |                 |
| 3 | 3         | Teil 3: „Carentan – Brennpunkt Normandie“ | Carentan           | 16. Sep. 2001        | 17. Apr. 2003                         | Mikael Salomon      | E. Max Frye                    | 7,27 Mio.       |
| Die Easy Company nimmt unter großen Verlusten die strategisch wichtige Stadt Carentan ein. Bei der Bekämpfung mehrerer Artilleriestellungen der Deutschen verfällt der Soldat Albert Blithe durch seine Ängste in Lethargie. Als die Deutschen mit Panzern angreifen, wird Blithe durch Lieutenant Winters doch noch zum Kämpfen aufgerüttelt. Erst als amerikanische Sherman-Panzer eingreifen, können die Deutschen zurückgeschlagen werden. Lieutenant Speirs erschießt ohne Befehl eine Gruppe deutscher Kriegsgefangener, was unter den Soldaten die Runde macht. Am Ende der Episode wird Blithe von einem deutschen Scharfschützen verwundet, nachdem er sich freiwillig als vorderster Späher einer Patrouille gemeldet hatte. Im Abspann ist zu lesen, dass Blithe sich nicht von seinen Verletzungen erholt hat und drei Jahre nach Kriegsende gestorben ist. Tatsächlich ist er nachweislich erst 1967 gestorben. Diese Episode wurde von der FSK ab 18 Jahren freigegeben, während die anderen eine Einstufung ab 16 Jahren erhalten haben. |           |                                           |                    |                      |                                       |                     |                                |                 |
| 4 | 4         | Teil 4: „Die Neuen“                       | Replacements       | 23. Sep. 2001        | 24. Apr. 2003                         | David Nutter        | Graham Yost & Bruce C. McKenna | 6,29 Mio.       |
| Um die Verluste des Krieges zu kompensieren, wird die Easy mit neuen Soldaten ergänzt, die teilweise frisch aus der Grundausbildung kommen und an der Landung in der Normandie nicht beteiligt waren. Daher werden sie von den erfahrenen Soldaten zunächst nicht akzeptiert und sind deren Spott ausgesetzt. Die Easy Company wird im Zuge der Operation Market Garden per Fallschirm in der Nähe der niederländischen Stadt Eindhoven abgesetzt. Eindhoven wird erfolgreich eingenommen und dessen Bürger feiern die Befreiung mit einem Fest. Dabei werden die amerikanischen Soldaten Zeugen, wie die Bevölkerung mit Kollaborateuren umgeht. Frauen, die mit Deutschen sexuellen Kontakt hatten, werden geschoren und gebrandmarkt. Ein niederländischer Freiheitskämpfer erzählt, dass männliche Kollaborateure erschossen würden. Er bietet den Amerikanern Unterstützung an und zeigt ihnen deutsche Stellungen bei einer Brücke. Der Versuch, Nuenen einzunehmen, wird trotz gepanzerter Fahrzeuge und Panzerkampfwagen vom Typ M4 Sherman ein Misserfolg, und unter schweren Verlusten zieht sich das 506. Fallschirmjägerregiment aus Nuenen zurück. Die Neuen werden bei diesem Gefecht mehr und mehr in die Gemeinschaft der Kompanie integriert. Sergeant Denver „Bull“ Randleman wird von einem Granatsplitter getroffen, von seiner Kompanie getrennt und muss sich in einer Scheune vor der anrückenden Wehrmacht verstecken, zusammen mit einem holländischen Vater und dessen Tochter. Als ein deutscher Soldat die Scheune inspiziert, kann er ihn überwältigen und töten und so den beiden Holländern die Flucht ermöglichen. Versteckt in einem Abwasserkanal wartet er den Abzug der Deutschen ab. Noch in der Nacht startet ein nicht autorisierter Suchtrupp seiner Kameraden, der Randleman am Morgen wieder einsammeln kann. |           |                                           |                    |                      |                                       |                     |                                |                 |
| 5 | 5         | Teil 5: „Kreuzungen“                      | Crossroads         | 30. Sep. 2001        | 1. Mai 2003                           | Tom Hanks           | Erik Jendresen                 | 6,13 Mio.       |
| Colonel Sink verlangt von Winters, der inzwischen zum Captain befördert wurde, einen Bericht über die jüngsten Einsätze der Easy Company. Beim Anfertigen dieses Berichts zeigen zahlreiche Rückblicke und Überschneidungen Winters’ reflexives Bild vom erlebten Krieg. Später wird Winters in den Bataillonsstab hinter einen Schreibtisch befördert, was ihm sichtliches Unbehagen bereitet. Die Easy Company, nun unter der Führung von Lt. Moose Heyliger, rettet in einem „Operation Pegasus“ genannten Einsatz etwa 140 britische Fallschirmjäger, die nach der „Operation Market Garden“ abgeschnitten am östlichen Ufer des Rheins lagen. Als Winters und Heyliger abends abseits des Lagers spazieren gehen, hält ein Wachsoldat beide für Deutsche und schießt Heyliger nieder, der schwerverletzt ins Lazarett gebracht wird. Schließlich wird die Easy Company in die strategisch wichtige belgische Kleinstadt Bastogne verlegt, die von der deutschen Wehrmacht im Rahmen der Ardennenoffensive angegriffen wird. |           |                                           |                    |                      |                                       |                     |                                |                 |
| 6 | 6         | Teil 6: „Bastogne“                        | Bastogne           | 7. Okt. 2001         | 8. Mai 2003                           | David Leland        | Bruce C. McKenna               | 6,42 Mio.       |
| Während der Belagerung von Bastogne um Weihnachten 1944, noch immer vor dem Hintergrund der Ardennenoffensive, versucht der Sanitäter Eugene „Doc“ Roe verzweifelt, sich ausreichend mit medizinischer Ausrüstung auszustatten, um die medizinische Versorgung der Soldaten sicherzustellen. Durch die Belagerung ist die Kompanie vom Nachschub abgeschnitten – es mangelt an Munition und weiterer Ausrüstung sowie bei winterlichen Bedingungen an wärmender Kleidung. Im Lazarett in Bastogne macht Roe die Bekanntschaft einer belgischen Krankenschwester, von der er jedoch später nach einem Bombenangriff nur noch ihr Kopftuch findet. Die Zeit der Belagerung wird für die Easy Company zu einem verlustreichen Stellungsgefecht und einem erbitterten Kampf gegen Kälte, Materialmangel, Abstumpfung und wiederholten Artilleriebeschuss. |           |                                           |                    |                      |                                       |                     |                                |                 |
| 7 | 7         | Teil 7: „Durchbruch“                      | The Breaking Point | 14. Okt. 2001        | 15. Mai 2003                          | David Frankel       | Graham Yost                    | 6,43 Mio.       |
| Begleitet wird diesmal First Sergeant Carwood Lipton. Der zumeist von der unmittelbaren Front abwesende Befehlshaber Dike erweist sich als „leere Uniform“ und die Führung der Kompanie wird effektiv von Lipton übernommen. Die ursprüngliche Besetzung der Easy Company wird zunehmend aufgelöst, denn vor allem der Beschuss durch deutsche Artillerie sorgt für zahlreiche Schwerverletzte und Todesfälle. Dike wird während des Angriffs auf Foy durch Lieutenant Speirs ersetzt, dessen erster Einsatz als kommandierender Offizier den Erfolg des Angriffs sichert. Lipton wird in Anerkennung seiner Verdienste am Ende der Episode die Beförderung zum Lieutenant in Aussicht gestellt. |           |                                           |                    |                      |                                       |                     |                                |                 |
| 8 | 8         | Teil 8: „Der Spezialauftrag“              | The Last Patrol    | 21. Okt. 2001        | 22. Mai 2003                          | Tony To             | Erik Bork & Bruce C. McKenna   | 5,95 Mio.       |
| Unter Beibehaltung der personenbezogenen Erzählerperspektive wird nun der Weg des Soldaten Webster beleuchtet, der nach einem mehrmonatigen Aufenthalt im Lazarett zur Kompanie zurückkehrt. Er wird, weil er nicht in Bastogne dabei war, von den Kameraden wie ein Neuankömmling behandelt, obwohl er zuvor an den Operationen an D-Day und „Market Garden“ teilgenommen hatte. Die Easy Company erhält den Befehl, den durch Hagenau fließenden Fluss (die Moder) zu überqueren, um in einer nächtlichen Operation deutsche Gefangene zu machen, die später verhört werden sollen. Der Einsatz gelingt; ein zweiter, gleich gestalteter Einsatz wird von Colonel Sink zwar angeordnet aber schließlich von Major Winters verhindert, da das Kriegsende offensichtlich nahe ist und er die Moral der Easy Company nicht durch ein riskantes Unternehmen untergraben möchte. |           |                                           |                    |                      |                                       |                     |                                |                 |
| 9 | 9         | Teil 9: „Warum wir kämpfen“               | Why We Fight       | 28. Okt. 2001        | 29. Mai 2003                          | David Frankel       | John Orloff                    | 6,08 Mio.       |
| Lewis Nixon verfällt zunehmend dem Alkohol und wird deshalb in Abwesenheit degradiert. In der Nähe der deutschen Stadt Landsberg entdeckt die Easy Company auf einer Patrouille das Konzentrationslager Kaufering IV. Die Soldaten befällt lähmendes Entsetzen. Wissen und Leugnen der Verbrechen in der deutschen Bevölkerung werden thematisiert. |           |                                           |                    |                      |                                       |                     |                                |                 |
| 10 | 10        | Teil 10: „Kriegsende“                     | Points             | 4. Nov. 2001         | 5. Juni 2003                          | Mikael Salomon      | Erik Jendresen & Erik Bork     | 5,05 Mio.       |
| Die Easy Company wird ins bayerische Berchtesgaden versetzt, wo letzte Waffen-SS-Mannschaften auf Befehl Hitlers einen Guerilla-Krieg gegen die anrückenden Alliierten führen. Es finden zwischen deutschen Soldaten und der Easy Company jedoch keine Kampfhandlungen mehr statt. Zumeist leerstehende Domizile ranghoher Nazifunktionäre werden besetzt, wie z. B. das symbolträchtige Eagle’s Nest (dt. ‚Adlerhorst‘, nicht zu verwechseln mit dem Führerhauptquartier Adlerhorst) oder die Villa Hermann Görings. Soldaten, die ausreichend Punkte gesammelt haben, erhalten später die Erlaubnis, in die Heimat zurückzukehren. Der Rest der Easy Company bleibt bis zum Ende des Pazifikkrieges im österreichischen Zell am See. Des Weiteren wird aus dem Off über die weiteren Werdegänge der verbliebenen Hauptcharaktere berichtet. |           |                                           |                    |                      |                                       |                     |                                |                 |

## Produktion
Die Serie wurde hauptsächlich von Tom Hanks und Erik Jendresen entwickelt. Sie arbeiteten monatelang den detaillierten Handlungsablauf der einzelnen Episoden aus. Steven Spielberg diente als „das letzte Auge“ und nutzte Der Soldat James Ryan, den Film, bei welchem er und Hanks bereits zusammengearbeitet hatten, um die Serie bekannt zu machen. Berichte von Veteranen der Easy Company wie z. B. Donald Malarkey wurden in die Produktion einbezogen, um historische Details hinzuzufügen.

### Budget und Promotion
Band of Brothers war bis dato die teuerste TV-Miniserie, die je von einem Sender produziert wurde, bis sie von der Schwesterserie The Pacific im Jahr 2010 abgelöst wurde. Das Budget betrug etwa 125 Mio. US-Dollar und somit durchschnittlich 12,5 Mio. US-Dollar pro Folge.
Weitere 15 Mio. US-Dollar wurden für eine Werbekampagne bereitgestellt, die auch Vorführungen für Veteranen des Zweiten Weltkriegs umfasste. Eine davon fand am Strand von Utah Beach in der Normandie statt, wo US-Truppen am 6. Juni 1944 (D-Day) gelandet waren. Am 7. Juni 2001 wurden 47 Veteranen der Easy Company nach Paris geflogen und reisten von dort mit einem gecharterten Zug zum Ort der Premiere.
Unterstützt wurde die Serie vom Automobilkonzern Chrysler, da dessen Jeeps in der Serie eingesetzt wurden. Chrysler gab fünf bis 15 Mio. US-Dollar für seine Werbekampagne aus, wobei Material von Band of Brothers verwendet wurde. Jeder der Werbespots wurde von den Co-Produzenten Hanks und Spielberg geprüft und genehmigt.
Die BBC bezahlte 7 Mio. Pfund (10,1 Mio. US-Dollar) als Co-Produktionspartner. Dies ist die höchste Summe, die je für ein eingekauftes Programm bezahlt wurde. BBC zeigte Band of Brothers auf BBC Two. Ursprünglich sollte die Serie auf BBC One ausgestrahlt werden, wurde aber verschoben, um eine „ununterbrochene, zehnwöchige Ausstrahlung“ zu ermöglichen. Allerdings bestritt die BBC dies und begründete die Entscheidung damit, dass die Serie kein Mainstream sei. Die Verhandlungen wurden vom damaligen britischen Premierminister Tony Blair überwacht, der persönlich mit Spielberg gesprochen hat.

### Drehorte
Der Großteil der Serie wurde innerhalb von acht Monaten auf dem Gelände eines alten Flugplatzes in Hatfield gedreht. Dort waren auch Szenen des Films Der Soldat James Ryan gedreht worden. Das in der ersten Episode gezeigte englische Dorf ist Hambleden in Buckinghamshire. Auf dem Gelände wurden insgesamt elf verschiedene Stadtkulissen errichtet, unter anderem Carentan, Eindhoven und Bastogne, die eine möglichst genaue Nachbildung des jeweiligen Originals zeigen sollten. Auf einem Flugplatz in Essex wurden die Startsequenzen der C-47 der ersten Folge gedreht. Zudem wurde für die Episoden „Die Neuen“ (Replacements) und „Kreuzungen“ (Crossroads) eine Kopie eines fünf Meter hohen Deiches gebaut.
Der Verein Bürgervereinigung Landsberg im 20. Jahrhundert erlangte internationale Bekanntheit durch die Zusammenarbeit von Anton Posset mit dem Filmteam. Aufgrund des Film- und Bildmaterials, das aus Possets Archiv dem Filmteam zur Verfügung gestellt wurde, konnte ein originalgetreuer Nachbau des KZ-Außenlagers Kaufering IV – Hurlach im Film, Teil 9 „Warum wir kämpfen“, erstellt und die Befreiung originalgetreu nachgespielt werden. Die einzige Forderung damals war, dass im Film das Konzentrationslager Lager Kaufering, und nicht wie bis dato üblich Dachau oder Auschwitz, befreit wird.
Die Winterepisoden (Teil 5 und 6) in den Wäldern um Foy und Bastogne wurden in einem Hangar gedreht, in dem neben echten Bäumen pyrotechnisch präparierte „Baumstämme“ eingepflanzt wurden, die – ohne die Schauspieler zu gefährden – in einigen Metern Höhe explodieren und so die Einschläge des deutschen Granatfeuers simulieren konnten.
Die Szenen im österreichischen Zell am See aus der zehnten Episode wurden im Berner Oberland in der Schweiz gedreht. Als Drehorte dienten unter anderem Unterseen bei Interlaken, Hofstetten bei Brienz und das Grandhotel Giessbach. Die Szenen für die kampflose Übergabe des Kehlsteinhauses wurden auf dem Grimselpass gedreht.

### Historische Genauigkeit
Den Machern war die Korrektheit der historischen Abläufe sehr wichtig, weshalb im Vorfeld eine ausführliche Recherche stattfand. U. a. wurden die Aufzeichnungen von Private First Class David Kenyon Webster, welche auch in Stephen Ambroses Werk Band of Brothers zitiert werden, als Quelle verwendet.
Als Produktionsberater waren überlebende Veteranen wie Richard Winters, William Guarnere, Frank Perconte, Edward Heffron und Amos Taylor beteiligt. Zudem wurde Dale Dye, welcher vor seinem Ruhestand beim United States Marine Corps im Rang eines Captain gedient hatte, als Produktionsberater hinzugezogen. Diese Funktion hatte er bereits bei Der Soldat James Ryan ausgeübt. Dye, welcher Colonel Robert Sink spielt, bereitete die Schauspieler in einem zehntägigen Bootcamp auf ihre Rollen vor.
Zusätzlicher Wert wurde auf die Genauigkeit bei den verwendeten Waffen und Uniformen gelegt. Dies geschah ebenfalls in enger Abstimmung mit den Veteranen. Außerdem standen viele Schauspieler vor den Dreharbeiten mit den Personen, die sie verkörpern sollten, in Kontakt. Einige der Veteranen besuchten die Produktionen am jeweiligen Drehort.
Hanks räumte jedoch ein, dass für die Serie Änderungen erforderlich waren: „Wir mussten eine riesige Anzahl von Charakteren zusammenfassen, die Erfahrungen anderer Menschen auf zehn oder 15 Personen zusammenfassen, Menschen dazu bringen, Dinge zu sagen und zu tun, die andere gesagt oder getan haben. Wir ließen die Leute ihre Helme abnehmen, damit man sie identifizieren kann, obwohl sie dies im Kampf niemals getan hätten. Aber ich glaube immer noch, dass die Serie drei- oder viermal genauer ist, als die meisten derartigen Filme.“ Als letzte Genauigkeitsprüfung sahen die Veteranen eine Vorschau der Serie und genehmigten die Episoden, bevor sie ausgestrahlt wurden.
Auf Hanks’ Frage, was Richard Winters von Band of Brothers halte, antwortete er, er wünschte, es wäre authentischer gewesen, er habe auf eine 80-prozentige Lösung gehofft. Darauf erwiderte Hanks: „Sehen Sie, Major, das ist Hollywood. Letztendlich werden wir als Genies gefeiert werden, wenn wir diese zwölf Prozent richtig machen. Wir werden für 17 Prozent drehen.“

#### Abweichungen
Strayer wurde im Januar oder Februar 1943 vom Major zum Lieutenant Colonel (Oberstleutnant) befördert und von Winters in Folge 1 („Currahee“) beim „Latrinen-Vorfall“ mit Sobel mit korrektem Dienstgrad erwähnt. In Folge 2 („Der erste Tag“), kurz vor dem Angriff auf die deutsche Artillerie, wird Strayer von Winters und einem weiteren Offizier wieder „Major Strayer“ genannt. Ein Versprecher kommt hier nicht in Frage, da Strayer zu diesem Zeitpunkt bereits 16 oder 17 Monate im neuen Dienstgrad diente.
Bei der Lagebesprechung vor dem D-Day ist in Meehans Karte bereits Carentan als eines der Ziele aufgeführt (Folge 1 „Currahee“). Allerdings war dieser Ort in den Planungen der 101. US-Luftlandedivision nicht priorisiert, sondern wurde erst nach dem D-Day in die Ziele aufgenommen. Daher konnte General Taylor vor dem D-Day den berühmten Satz Give me three days and nights of hard fighting and you’ll be relieved and sent back to England („Gebt mir drei Tage und Nächte harten Kampf und ihr werdet abgelöst und nach England zurückgebracht“), der von Luz in Folge 3 („Carentan – Brennpunkt Normandie“) persifliert wird, sagen.
Ebenfalls in Folge 3 wird dauerhaft die Losung „Blitz–Donner“ (im Original Flash–Thunder) verwendet. Allerdings änderte die gesamte 1. US-Armee bereits einen Tag nach dem D-Day (D+1) die Losungen in Thirsty–Victory (D+1 bis D+3) und danach im Drei-Tages-Rhythmus. Die Szenen mit Blithe und Speirs sowie beim Marsch, bei welchem der Anschluss an die Fox-Kompanie verloren ging, die deutlich nach dem D-Day stattgefunden haben, werden daher mit falschen Codes dargestellt.
Als die 101. US-Luftlandedivision nach Bastogne bzw. die Schlacht in den Ardennen geschickt wurde, wurde den Soldaten befohlen, die Screaming-Eagle-Abzeichen von ihrer Uniform zu entfernen, um den Deutschen zu verheimlichen, dass diese einer Elitedivision gegenüberstanden. Erst nach dieser Schlacht, als sie in Haguenau einmarschierten, durften die Aufnäher wieder getragen werden. In allen Episoden, die in diesem Zeitraum spielen (Ende Folge 5 „Kreuzungen“, Folge 6 „Bastogne“ und Folge 7 „Durchbruch“), sind die Aufnäher jedoch weiterhin zu sehen.
Am Ende von Folge 8 („Der Spezialauftrag“) wird Winters zum Major befördert. Tatsächlich erfolgte die Beförderung bereits vor der Rückkehr von der in der Episode behandelten Rückkehr von Private First Class Webster und dem Einmarsch nach Haguenau.
Die Entdeckung und Befreiung des KZ-Außenlagers Kaufering IV wurde in Folge 9 („Warum wir kämpfen“) dargestellt. Allerdings traf die 101. Luftlandedivision erst am Tag nach der Entdeckung durch das 134. Instandhaltungsbataillon der 12. US-Panzerdivision am 27. April 1945 ein. Der deutsche Historiker und Holocaustforscher Anton Posset arbeitete als Berater mit Steven Spielberg und Tom Hanks und lieferte Fotos der Befreier sowie eine Dokumentation von Berichten Überlebender, die er im Laufe der Jahre gesammelt hatte. Ebenfalls in dieser Folge werden zu Beginn der 11. April 1945 und der Ort „Thalem“ genannt. Nach der Rückblende über die beinahe gesamte Episode verkündet Nixon den Suizid Hitlers, obwohl sich Hitler erst am 30. April 1945 das Leben genommen hat. Des Weiteren existiert der Ort „Thalem“ nicht, es handelt sich dabei um Thalham bei München, wo das 2. Bataillon allerdings erst am 3. Mai 1945 stationiert war.
Es ist ungewiss, welche alliierte Einheit als erste das Kehlsteinhaus bei Berchtesgaden erreicht hat. Es ist möglich, dass es durch die Befreiung der Stadt Berchtesgaden, die am 4. Mai 1945 von einer Vorhut des 7. Infanterieregiments der 3. US-Infanteriedivision eingenommen wurde, zu einer Verwechslung gekommen ist. Mitglieder des 7. Infanterieregiments behaupten, sie seien die ersten gewesen, die per Aufzug im Kehlsteinhaus ankamen. Die 101. Luftlandedivision entgegnet, sie seien die ersten in Berchtesgaden und auf dem Kehlsteinhaus gewesen. Teile der französischen 2. Panzerdivision waren ebenfalls in der Nacht von 4. auf 5. Mai 1945 vor Ort und machten mehrere Fotos, bevor sie auf Wunsch des US-Kommandos am 10. Mai 1945 abzogen. Dies wird durch Zeugenaussagen von spanischen Soldaten, die die Franzosen begleiteten, unterstützt. Winters, der im Mai 1945 das 2. Bataillon des 506. Fallschirmjägerregiments kommandierte, gab an, dass sein Bataillon am 5. Mai kurz nach Mittag in Berchtesgaden einmarschierte. Er focht konkurrierende Behauptungen an und erklärte: „Wenn das 7. Infanterieregiment der 3. Division zuerst in Berchtesgaden war, wohin gingen sie dann? Berchtesgaden ist eine relativ kleine Gemeinde. Ich ging mit Lieutenant Welsh in den Berchtesgadener Hof und sah niemanden außer einige Bedienstete. Görings Offiziersclub und der Weinkeller hätten sicherlich die Aufmerksamkeit eines französischen Soldaten von Leclercs 2. Panzerdivision oder eines Schützen der amerikanischen 3. auf sich gezogen. Ich kann mir kaum vorstellen, wenn die 3. Division zuerst dort war, warum sie diese schönen Wagen von Mercedes für unsere Männer unangetastet gelassen haben.“
In der letzten Folge („Kriegsende“) erlaubt Winters einem kapitulierenden deutschen Oberst, seine Waffe – eine Parabellum (Luger) – behalten zu dürfen. Im Bonusmaterial der DVD-Box beschreibt Winters jedoch, dass er die Waffe angenommen hat und präsentiert die Originalwaffe (Walther PP). Außerdem war dieser Offizier kein Oberst, wie in der Serie dargestellt, sondern ein Major.

## Besetzung
| Schauspieler           | Rolle                                                      | Deutsche Synchronstimme |
| ---------------------- | ---------------------------------------------------------- | ----------------------- |
| Damian Lewis           | Major Richard D. Winters (1918–2011)                       | Hans-Jürgen Wolf        |
| Ron Livingston         | Captain Lewis Nixon (1918–1995)                            | Tobias Meister          |
| David Schwimmer        | Captain Herbert Sobel (1912–1987)                          | Thomas Wolff            |
| Matthew Settle         | Captain Ronald Speirs (1920–2007)                          | Andreas Hosang          |
| Neal McDonough         | First Lieutenant Lynn „Buck“ Compton (1921–2012)           | Johannes Berenz         |
| Jason O’Mara           | First Lieutenant Thomas Meehan (1921–1944)                 | Martin Keßler           |
| Rick Warden            | First Lieutenant Harry Welsh (1918–1995)                   |                         |
| Colin Hanks            | First Lieutenant Henry Jones (1924–1947)                   | Roland Frey             |
| Peter O’Meara          | First Lieutenant Norman Dike (1918–1985)                   | Bernd Vollbrecht        |
| Jamie Bamber           | First Lieutenant Jack E. Foley (1922–2009)                 |                         |
| Donnie Wahlberg        | Second Lieutenant C. Carwood Lipton (1920–2001)            | Roman Kretschmer        |
| Matthew Leitch         | First Sergeant Floyd „Tab“ Talbert (1923–1982)             | Frank Schröder          |
| Scott Grimes           | Technical Sergeant Donald Malarkey (1921–2017)             | Timmo Niesner           |
| Michael Fassbender     | Technical Sergeant Burton P. „Pat“ Christenson (1922–1999) | Detlef Bierstedt        |
| Frank John Hughes      | Staff Sergeant William „Wild Bill“ Guarnere (1923–2014)    | Viktor Neumann          |
| Kirk Acevedo           | Staff Sergeant Joseph Toye (1919–1995)                     | Tobias Kluckert         |
| Dexter Fletcher        | Staff Sergeant John Martin (1922–2005)                     | Frank Schaff            |
| Peter Youngblood Hills | Staff Sergeant Darrel „Shifty“ Powers (1923–2009)          |                         |
| Nolan Hemmings         | Staff Sergeant Charles E. „Chuck“ Grant (1915–1985)        |                         |
| Michael Cudlitz        | Sergeant Denver „Bull“ Randleman (1920–2003)               | Michael Iwannek         |
| Richard Speight Jr.    | Sergeant Warren „Skip“ Muck (1922–1945)                    | Boris Tessmann          |
| George Calil           | Sergeant James H. „Mo“ Alley (1922–2008)                   |                         |
| James Madio            | Technician Fourth Grade Frank Perconte (1917–2013)         |                         |
| Rick Gomez             | Technician Fourth Grade George Luz (1921–1998)             | Gerald Schaale          |
| Peter McCabe           | Corporal Donald Hoobler (1923–1945)                        | Bernhard Völger         |
| Shane Taylor           | Technician Fifth Grade Eugene „Doc“ Roe (1921–1998)        | Uwe Büschken            |
| Ross McCall            | Technician Fifth Grade Joseph Liebgott (1915–1992)         | Dietmar Wunder          |
| Tim Matthews           | Technician Fifth Grade Alex Penkala (1924–1945)            | Julien Haggège          |
| Eion Bailey            | Private First Class David Kenyon Webster (1922–1961)       | Gerrit Schmidt-Foß      |
| Nicholas Aaron         | Private First Class Robert „Popeye“ Wynn (1921–2000)       | Dennis Schmidt-Foß      |
| Robin Laing            | Private First Class Edward „Babe“ Heffron (1923–2013)      | Wanja Gerick            |
| Marc Warren            | Private Albert Blithe (1923–1967)                          | Udo Schenk              |
| Mark Huberman          | Private Lester „Leo“ Hashey (1925–2002)                    |                         |
| Philip Barrantini      | Private Wayne A. „Skinny“ Sisk (1922–1999)                 |                         |
| Doug Allen             | Private Alton Moore (1920–1958)                            |                         |
| Rocky Marshall         | Private Earl „One Lung“ McClung (1923–2013)                |                         |
| Matt Hickey            | Private Patrick O’Keefe (1926–2003)                        | Sven Plate              |
| Dale Dye               | Colonel Robert F. Sink (1905–1965)                         | Joachim Kerzel          |
| Craig Heaney           | Private Roy W. Cobb (1914–1990)                            |                         |
| Simon Pegg             | First Sergeant William Evans (1910–1944)                   | Florian Schmidt-Foß     |
| Stephen Graham         | Sergeant Myron Mike Ranney (1922–1988)                     | Matthias Hinze          |
| James McAvoy           | Private James W. Miller (1923–1944)                        | Sebastian Schulz        |
| Tom Hardy              | Private First Class John Janovec (1925–1945)               | Nicola Devico Mamone    |
| Jimmy Fallon           | Second Lieutenant George C. Rice                           | Matthias Klages         |
| Dominic Cooper         | Allington                                                  |                         |
| Andrew Scott           | Private John „Cowboy“ Hall (1922–1944)                     | Sven Plate              |
| Tom Hanks              | 130 Red Devils (Britische Fallschirmjäger) (Cameo)         |                         |

Die damals noch unbekannten Schauspieler und späteren Hollywood-Stars Michael Fassbender, James McAvoy und Tom Hardy sind hier in ihren ersten Filmrollen bei einer internationalen Produktion zu sehen. Des Weiteren hat Simon Pegg, der bis dahin hauptsächlich in britischen TV-Produktionen zu sehen war, kurze Auftritte in zwei Episoden.

### Synchronisation
Aufgrund der Tatsache, dass auch in der englischen Originalfassung der Serie teilweise deutsch gesprochen wird, treten einige Unterschiede in der deutschen Fassung auf, da hier für den Zuschauer die deutschen Kommentare ohnehin verständlich sind.
Dies kommt besonders in den letzten beiden Episoden der Serie zum Tragen, als die Kompanie ein Konzentrationslager befreit (Episode 9) und als ein deutscher General vor der Kapitulation eine letzte Ansprache an seine Männer hält (Episode 10). Im Original der Serie fungiert der Corporal Joseph Liebgott in beiden Fällen als Übersetzer. In der deutschen Synchronisation ist diese Funktion nicht mehr notwendig, weswegen Liebgott ein anderer Text „in den Mund gelegt“ wird. So kommentiert er die Aussagen eines jüdischen KZ-Gefangenen sowie des Generals, anstatt sie (wie ursprünglich) seinen Vorgesetzten auf Englisch zu wiederholen.
Dies führt zum Teil dazu, dass die Szenen in ihrer Aussage unterschiedlich wirken (zum Beispiel durch ironisch-kritische Anmerkungen Liebgotts in Bezug auf den deutschen General).
Die Synchronisation entstand in den Blackbird Music Studios in Berlin unter der Dialogregie von Hans-Jürgen Wolf.
Einige Synchronsprecher übernahmen über die Serie verteilt mehrere Rollen. So zum Beispiel Gerrit Schmidt-Foß, zuerst zu hören als deutscher Kriegsgefangener, der sich mit Malarkey unterhält (Folge 2), später in der Rolle des Soldaten Webster (somit unter anderem Off-Erzähler in Folge 8). Ein weiteres Beispiel ist Sven Plate, in Folge 2 noch als Private John „Cowboy“ Hall zu hören, in den letzten beiden Folgen dagegen in der Rolle von Private Patrick O’Keefe. Weitere Fälle sind oftmals nur kleine, nicht selten namenlose, Nebenrollen.

## Kritiken
Caryn James bezeichnet Band of Brothers als „eine außerordentliche zehnteilige Serie, die große Herausforderung bewältigt hat: das Gleichgewicht zwischen idealisiertem Heroismus und der Gewalt und dem Terror des Kampfes, mitunter einer Reflexion über die Zivilisiertheit aber auch die Brutalität des Kampfes.“
Robert Bianceo, ein Rezensent der USA Today, erklärte, dass die Serie „absolut außergewöhnlich sei – eben wie jene Männer, die porträtiert wurden.“ Einschränkend erwähnt er, dass es durch die hohe Anzahl der Schauspieler schwer sei, den Überblick zu behalten.
Tom Shales von der Washington Post monierte, dass vor allem „Unordnung, verworrene Gedanken und ein hohes Maß an überflüssigem Material“ zu betrachten sei. Auch kritisierte er, dass der Zuschauer nach zwei Stunden immer noch nicht zwischen Haupt- und Nebencharakteren unterscheiden könne.

## Auszeichnungen
Die Serie wurde vielfach ausgezeichnet. Sie war 2002 für 19 Emmys nominiert, was für eine Serie, die nur in einem Jahr nominiert werden konnte, ein Novum darstellte. Gewonnen wurden sechs Auszeichnungen, darunter für die beste Miniserie. In derselben Kategorie erhielt die Serie – neben Nominierungen für die Schauspieler Damian Lewis und Ron Livingston – auch einen Golden Globe 2002. Die Serie erhielt außerdem den PGA Golden Laurel Award 2002 für die besten Produzenten des Jahres (Tom Hanks, Steven Spielberg und Tony To). Des Weiteren gewann die Serie den Peabody Award mit der Begründung, dass sie diejenigen ehrten, die für die Freiheit gekämpft haben.

## Ausstrahlung
Produziert wurde die Serie von Steven Spielberg, Tom Hanks und dem US-Bezahlfernsehsender HBO, wo sie auch zuerst ausgestrahlt wurde.
In Deutschland wurde die Serie ab dem 3. April 2003 auf Premiere ausgestrahlt. Weitere Ausstrahlungen erfolgten bei RTL 2 sowie im Schweizer Fernsehen. In den USA verfolgten zehn Millionen die Ausstrahlung der ersten Folge am 9. September 2001. Trotz der sich zwei Tage darauf ereignenden Terroranschläge auf das World Trade Center blieben die Quoten stabil.

## Veröffentlichung
Auf DVD ist die Serie in einer Box in zwei Versionen erhältlich. Die gekürzte Version ist ab 16 Jahren freigegeben. Die ungeschnittene Version ist ab 18 Jahren freigegeben und enthält die vollständige Fassung von Teil 3 („Carentan – Brennpunkt Normandie“), welche in der ab 16 Jahren freigegebenen Version um zirka 57 Sekunden kürzer ist, da einige Gewaltszenen entfernt wurden. Teil 3 und Teil 4 („Die Neuen“) sind auch auf einer gesonderten Einzel-DVD erhältlich, die ab 18 Jahren freigegeben ist.
Im November 2008 erschien eine Box mit sechs Blu-ray Discs, die die vollständigen Fassungen der einzelnen Folgen enthält. Diese Version hat keine Jugendfreigabe. Am 5. November 2010 erschien eine weitere Box, welche ab 16 Jahren freigegeben ist.
Mittlerweile ist die Miniserie bei einigen Streamingdiensten wie Prime Video oder Sky, teilweise gegen einen Aufpreis, erhältlich.

## Rezeption in der militärischen Traditionskultur
Unter den Stücken der Serenade, die im Rahmen des Großen Zapfenstreichs für die Veteranen des Afghanistan-Einsatzes am 13. Oktober 2021 gespielt wurden, befand sich auch die Titelmelodie der Serie, die unter der Truppe Symbolwert als Exempel von Kameradschaft besitzt. Als in In- wie Ausland Kritik an der Optik der Zeremonie und NS-Vergleiche laut wurden, wurde als Gegenargument auch aufgeführt, dass die Wahl des Themas dieser Serie, deren Kernpunkt ja die Befreiung Deutschlands vom Nationalsozialismus darstelle, durchaus für ein im positiven Sinne gewandeltes Traditionsverständnis stehe.